# Västra Sundsjön
Västra Sundsjön är en sjö i Filipstads kommun och Hagfors kommun i Värmland och ingår i Göta älvs huvudavrinningsområde. Sjön är 17 meter djup, har en yta på 0,791 kvadratkilometer och befinner sig 256,3 meter över havet. Sjön avvattnas av vattendraget Basthöjdsälven.

## Delavrinningsområde
Västra Sundsjön ingår i det delavrinningsområde (665424-139756) som SMHI kallar för Utloppet av Västra Sundsjön. Medelhöjden är 300 meter över havet och ytan är 14,09 kvadratkilometer. Det finns inga avrinningsområden uppströms utan avrinningsområdet är högsta punkten. Basthöjdsälven som avvattnar avrinningsområdet har biflödesordning 4, vilket innebär att vattnet flödar genom totalt 4 vattendrag innan det når havet efter 392 kilometer. Avrinningsområdet består mestadels av skog (67 procent) och sankmarker (12 procent). Avrinningsområdet har 1,07 kvadratkilometer vattenytor vilket ger det en sjöprocent på 7,6 procent.